# Березина (Вчорайшенський район)
Березина — колишній населений пункт (лісова сторожка) у Бровківській волості Сквирського повіту Київської губернії та Вчорайшенській сільській раді Вчорайшенського району Бердичівської округи.

## Населення
Відповідно до перепису населення СРСР 17 грудня 1926 року, чисельність населення становила 4 особи, з них 1 чоловік та 3 жінки; за національністю — поляки. Кількість домогосподарств — 1.

## Історія
Час заснування невідомий. Входила до складу Бровківської волості Сквирського повіту Київської губернії. Станом на 17 грудня 1926 року — в підпорядкуванні Вчорайшенської сільської ради Вчорайшенського району Бердичівської округи. Відстань до центру сільської ради та районного центру, с. Вчорайше — 3 версти, до окружного центру, м. Бердичів — 40 верст, до найближчої залізничної станції, Чорнорудка — 7 верст.
Знята з обліку населених пунктів до 1 жовтня 1941 року.